# Matthew P. Scott

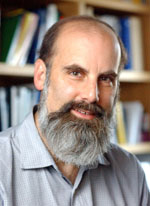
Matthew P. Scott (2009)

Matthew Peter „Matt“ Scott (* 1953) ist ein US-amerikanischer Genetiker und Entwicklungsbiologe an der Stanford University School of Medicine. Von 2014 bis 2017 war er Präsident der Carnegie Institution for Science.
Scott studierte am Massachusetts Institute of Technology (MIT), wo er 1980 bei Mary Lou Pardue einen Ph.D. mit dem Titel Translational control of protein synthesis in Drosophila erwarb. Als Postdoktorand arbeitete er anschließend bei Thomas C. Kaufman und Barry Polisky an der Indiana University. Ab 1983 hatte er ein eigenes Labor an der University of Colorado, Boulder, bevor er 1990 an die neu gebildete Abteilung für Entwicklungsbiologie und die Abteilung für Genetik der Stanford University wechselte. Von 1998 bis 2013 forschte Scott zusätzlich für das Howard Hughes Medical Institute.
Scott konnte wesentlich zum Verständnis der genetischen Regulation von Wachstum und Differenzierung beitragen. Er konnte zeigen, dass die Gene, die diese Prozesse steuern in hohem Maße konserviert sind, das heißt, dass diese Gene (Homöobox) bei unterschiedlichen Spezies wie Fruchtfliege, Maus oder Mensch eine starke Homologie aufweisen. Störungen dieser Steuerungsgene können beim Menschen Krebs verursachen: Mutationen bei einem Gen, das bei Fruchtfliegen die Embryonalentwicklung steuert, löst beim Menschen Basaliome aus. Auch konnte er eine genetische Ursache des Medulloblastoms aufklären.
1990 wurde Scott mit dem Passano Young Scientist Award ausgezeichnet. 1996 wurde er in die American Academy of Arts and Sciences gewählt, 1999 in die National Academy of Sciences. 1998 war er Präsident der Society for Developmental Biology, deren Edwin G. Conklin Medal er 2004 erhielt. 2013 wurde Scott – gemeinsam mit Elaine Fuchs und Richard Peto – mit dem letzten Pasarow Award für Krebsforschung ausgezeichnet.